# Kleiner Beutelmull
Der Kleine Beutelmull (Notoryctes caurinus) ist eine Beutelsäugerart aus der Familie der Beutelmulle (Notoryctidae).

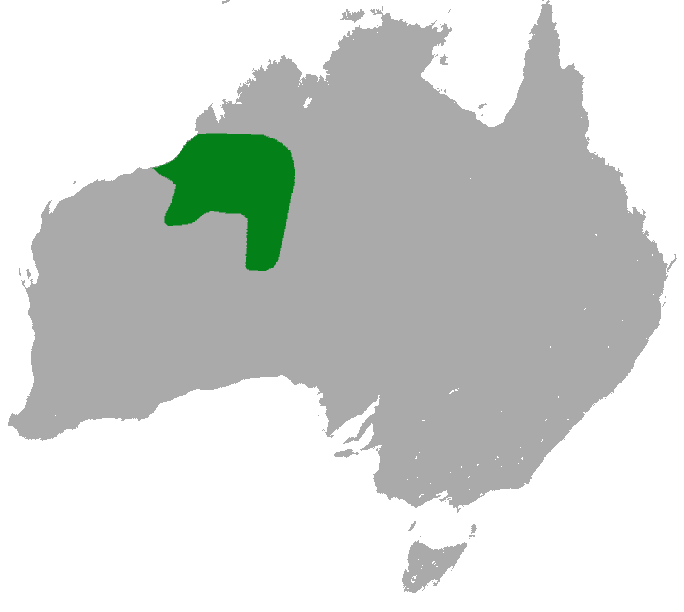
Verbreitungsgebiet des Kleinen Beutelmulls

## Merkmale
Notoryctes caurinus misst in etwa 13 cm, der Schwanz ist mit etwa 2 cm sehr kurz. Diese Art besitzt keine Augen, und auch Ohren sind kaum vorhanden. Die Glieder sind stark, die Pfoten ähneln kleinen Schaufeln. Der spitz zulaufende Kopf hilft beim Graben.
Die Fellfarbe ist gelb.

## Verhalten
Der Kleine Beutelmull verbringt den größten Teil seiner Zeit beim Schürfen oberflächlicher Tunnelsysteme, wobei die Höhlen viel tiefer liegen. Angeblich kommt er nach schwerem Regen an die Oberfläche.

## Lebensraum
Die Art ist in Australien endemisch und bewohnt trockene, heiße Wüsten in der Mitte des Landes.

## Nahrung
Der Kleine Beutelmull ernährt sich von Insektenlarven und Insektenpuppen. Es spürt seine Beute aufgrund des Fehlens von Augen durch Fährtensuche und durch minimales Hören auf.

## Bedrohung
Durch die Weltnaturschutzunion IUCN wurde diese Art 1996 als stark bedroht (Endangered) gelistet. Seit 2008 wird auf Grund ungenügender Datenlage (Data Deficient) keine Bewertung vorgenommen. Gründe für die Bedrohung sind die Bejagung durch Katzen, Dingos und Füchse; möglicherweise ist auch die abnehmende Anzahl an Futterquellen dafür verantwortlich.